# Scopula clarissima
Scopula clarissima är en fjärilsart som beskrevs av Louis Beethoven Prout 1933. Scopula clarissima ingår i släktet Scopula och familjen mätare. Inga underarter finns listade.